# Theo Rutten

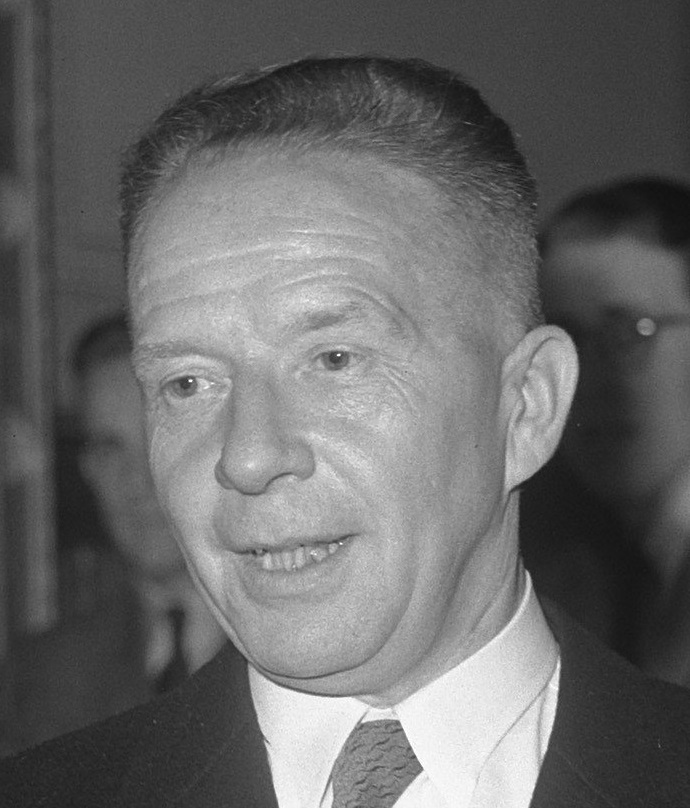
Theo Rutten (1950).

Theo Rutten (* 15. September 1899 in Schinnen, Niederlande; † 21. April 1980 in Lopik, Niederlande; vollständiger Name: Franciscus Josephus Theodorus Rutten) war ein niederländischer Psychologe, Hochschullehrer und Politiker.

## Leben
Theo Rutten studierte bei Francicus Roels in Utrecht, promovierte dort und wurde sein Assistent an der Katholischen Universität Nijmegen. 1931 wurde Rutten als Nachfolger von Roels auf den Lehrstuhl für angewandte Psychologie berufen.
Rutten war Mitglied der Katholieke Volkspartij (KVP). 1948 wurde Rutten zum Minister für Bildung, Kunst und Wissenschaft zunächst im Kabinett Drees/Van Schaik, dann auch im Kabinett Drees I berufen.

## Schriften
- 1971: Mensbeelden in de theoretische psychologie. Een schema van wetenschappelijk psychologisch onderzoek. Afscheidscollege, Nijmegen: Dekker & Van de Vegt, [1971]
- 1966: Recherche dans les charbonnages néerlandais: recherche communautaire sur la sécurité dans les mines et la sidérurgie, Luxembourg: Communauté européenne du charbon et de l'acier, Haute autorité, Direction générale problèmes du travail, assainissement et reconversion, 1966 (Etudes de physiologie et de psychologie du travail, 3, fasc. 4.)
- Franciscus Josephus Theodorus Rutten et al. (Hrsg.) (1955): Menselijke Verhoudening. Bussum: Paul Brand.
- 1931: Nieuwe Gezichtspunten in de methodiek der experimentelle psychologie, Nijmegen-Utrecht: N. V. Dekker & Van de Vegt en J. W. Van Leeuwen
- 1929: Psychologie der warneming.  Een studie over gezichtsbedrog, Dissertationsschrift 1929, Nijmegen [etc.]: Dekker en Van de Vegt en Van Leeuwen, 1931.
- 1928: Felix Timmermans. Dissertationsschrift 1928, Groningen, Den Haag